# Támanrászet
Támanrászet (arabul:  تمنراست, tuareg nyelven: ; nyugati átírásokban Tamanrasset vagy Tamanghasset) város és a legnagyobb oázis Algéria déli részén, az azonos nevű Támanrászet tartomány (vilajet) székhelye. Az Ahaggar-hegység déli lábánál fekszik. 
Lakossága 92 000 fő volt 2008-ban, akik nagy része tuareg. 
A várost mintegy 100 km-es körzetben számos további oázis övezi. Külön említést érdemel Otoul, amelynek barlangrendszerében gyönyörű, ősi falfestmények láthatók. 
A városhoz közeli abalassai oázisban található a híres 4. századi matriárka, az ahaggari tuaregek ősének tartott Tin Hanin síremléke.

## Fordítás
Ez a szócikk részben vagy egészben  a   Tamanrasset című angol Wikipédia-szócikk fordításán alapul.  Az eredeti cikk szerkesztőit annak laptörténete sorolja fel. Ez a jelzés csupán a megfogalmazás eredetét és a szerzői jogokat jelzi, nem szolgál a cikkben szereplő információk forrásmegjelöléseként.